# 김다울
김다울(1989년 5월 31일 (음력 4월 27일) ~ 2009년 11월 19일)은 대한민국의 모델이다. 소속사는 에스팀이다.

## 활동
그녀는 전 세계 시장에서 활동하는 가장 젊은 한국 모델로서 싱가포르에서 로레알 모델로 데뷔하였다. 2007년에 뉴욕에서 개최된 2007 가을 · 겨울 시즌에 본격적으로 세계활동을 시작했고 지금까지 루이비통, 샤넬, 돌체 앤 가바나, D&G, 로베르토 카발리, 로다테, DKNY, 안나 수이, 드리스반노튼, 잭포슨, 라코스테, 메종 마르탱 마르지엘라, 비비안웨스트우드, 보테가베네타 등의 런웨이에서 활동하였다.
또한 세계모델의 순위를 매기는 Model.com의 랭킹 45위로 아시안으로 3번째 이름을 올리기도 했다.

## 사망
2009년 11월 19일(현지 시각) 오전에 파리의 한 아파트(자택)에서 목을 맨 채 숨진 것을 그녀의 남자친구가 발견하였다. 한국시간으로는 19일 오전쯤이었다.. 그녀의 사망원인은 자살로 추정되었고, 5일 만에 소속사 관계자가 김다울이 자살한 게 맞다고 밝혔다. 그 이유는 그녀가 정상에서 하락하는 모습을 보이기 싫어하였고 아티스트로서 생각에 대한 괴리감에 시달렸기 때문이다. 향년 21세

## 주요 출연작

### 방송
지상파
- 《수요 기획》(KBS 1TV)

케이블
- 《아이 앰 어 모델 3기》(엠넷)
- 《원더걸 김다울》(온스타일)

### 뮤직비디오
- 박혜경 - 예스터데이
- 넬 - 치유

## 국내
- 잠뱅이

## 해외
- H&M
- GAP
- 맥 코스메틱스
- 모스키노 글로벌캠페인
- 스와로브스키 글로벌캠페인
- 크리스토퍼 케인 CF 캠페인
- 샤넬 코코코쿤 CF 캠페인
- 존 리치먼드 글로벌캠페인

## 수상
- 2009년 2009 아시아모델상시상식 — 패션모델상[5]

## 같이 보기
- 대한민국의 자살